# Louis Félix Bescherer
Louis Félix Bescherer (né le 13 juin 1837 dans le 5e arrondissement de Paris - mort le 17 avril 1897 à Paris, même arrondissement) est un dessinateur et graveur français.

## Biographie
Élève d'Auguste Pontenier, Bescherer est tout d'abord dessinateur avant de devenir graveur sur bois.
Ami de Joris-Karl Huysmans, il réalise de lui un portrait qui « passe pour être un des meilleurs du Huysmans d'avant la conversion ».
Bescherer, qui se marie trois fois, a un fils de son premier mariage : Frédéric Georges Bescherer. Lui aussi est graveur sur bois.

## Œuvres

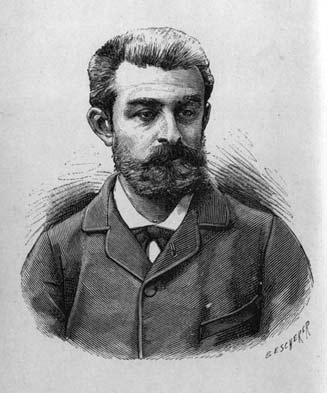
Portrait de Huysmans par Louis Félix Bescherer.

- Bliard et Ducoin, L'Industrie dans les Ardennes. Histoire et description des établissements industriels du département. 1re partie, I" livr. In-8, avec gravures, Mézières, 1867.
- Xavier de Montépin, Le Fiacre n° 13, Paris, 1884.
- Guillaume-Joseph-Gabriel de La Landelle, Une haine à bord, Paris, 1885.
- Joris Karl Huysmans, Croquis parisiens, Paris, 1886.